# عمل جراحی منچستر
عمل جراحی منچستر (انگلیسی: Manchester operation) که با نام‌های روش ترمیمی منچستر و عمل جراحی فاذرگیل هم شناخته می‌شود، تکنیکی است که در جراحی‌های زنان استفاده می‌شود. این عمل روشی برای ترمیم بیرون‌زدگی رحم از طریق تثبیت رباط‌های کاردینال رحم است. هدف آن کاهش فتق میزراه و جابجایی رحم در داخل لگن خاصره است. مراحل اصلی جراحی بدین شرح است:
- اتساع اولیه سرویکس و کورتاژ
- قطع دهانه رحم
- تقویت دهانه رحم با بخیه زدن انتهای بریده شده رباط مکنرود در جلوی دهانه رحم
- کولپورافی قدامی
- کولپوپرینئورافی خلفی

بریدن دهانه رحم از بخش‌های فوقانیممکن است باعث ناتوانی دهانه رحم شود.
میزان موفقیت عمل منچستر در بخش زنان و زایمان دانشکده پزشکی دانشگاه حاجت‌تپه ترکیه برای ویژگی‌های بالینی، عوارض، و امتیاز رضایت بیماران مورد ارزیابی مجدد قرار گرفت. درجه بالای پذیرش/رضایت و میزان عوارض کم نشان می‌دهد که عمل منچستر گزینه خوبی برای درمان افتادگی رحم در زنانی است که می‌خواهند رحم خود را حفظ کنند.